# Eupithecidia variegata
Eupithecidia variegata är en fjärilsart som beskrevs av George Francis Hampson 1891. Eupithecidia variegata ingår i släktet Eupithecidia och familjen mätare. Inga underarter finns listade i Catalogue of Life.